# Deidre Hall

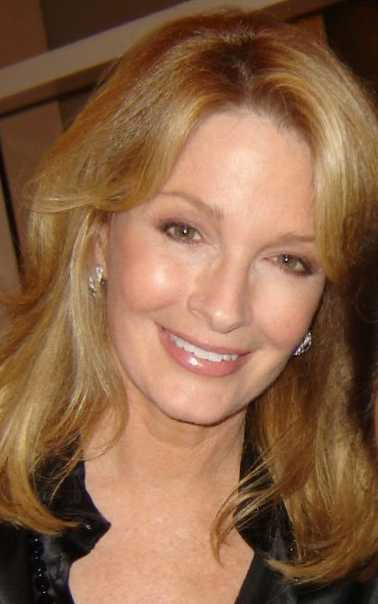
Deidre Hall

Deidre Ann Hall, född 31 oktober 1947 i Milwaukee, Wisconsin, är en "Daytime Emmy"-nominerad amerikansk skådespelare, mest känd för sin roll som Dr. Marlena Evans Black i såpoperan Våra bästa år.
Hon vann tillsammans med Drake Hogestyn priset för "favoritpar" på Soap Opera Digest Award. Hon har även vunnit pris för hennes skådespelande från Soap Opera Digest Award och Daytime Emmy Award.